# Mifa
Mifaは、日本の歌手。専属振付家はケンジ中尾。

## 経歴
2009年、神戸のライブハウス「ブレス」にてワンマンライブ。
2010年春より数々のライブイベントに参加（六甲アイランド・アメリカンフェスタ、Going Dream Vo1 Vo2、Stars Live等）。
2015年Mifaが歌う「丘の向こうへ」が映画の主題歌に起用。

## 作品
- 2014年7月20日ファーストシングル「STEP[2]」リリース